# Chemistry & Industry
Chemistry & Industry (abrégé en Chem. Ind.) est une revue scientifique à comité de lecture. Ce journal présente des articles à l'interface de la chimie et de l'industrie, et est publié par la Society of Chemical Industry.
D'après le Journal Citation Reports, le facteur d'impact de ce journal était de 0,163 en 2014. L'actuel directeur de publication est Neil Eisberg.